# Peasy Beck
Der Peasy Beck ist ein Wasserlauf in Cumbria, England.
Der Peasy Beck entsteht aus dem Abfluss des Killington Reservoir in das verschiedene unbenannte Bäche münden. Östlich von Milnthorpe entsteht aus ihm beim Zusammenfluss mit dem Stainton Beck der River Bela.